# Jordi Quintillà
Jordi Quintillà Guasch (* 25. Oktober 1993 in Lleida) ist ein spanischer Fußballspieler, der aktuell beim Schweizer Verein FC St. Gallen unter Vertrag steht.

## Karriere
Im Alter von sechs Jahren trat Quintillà dem lokalen Fußballverein UE Lleida bei, mit 16 Jahren wechselte er in den Nachwuchs des FC Barcelona, wo er 2012 den Sprung in den Kader der zweiten Mannschaft schaffte. Anfang 2013 wurde Jordi Quintillà bis Saisonende an den FC Badalona in der Segunda División B ausgeliehen. Für die Saison 2013/14 wurde Quintillà erneut ausgeliehen, diesmal zu CE l’Hospitalet in die dritthöchste Liga. Nach Auslaufen des Vertrages mit Barcelona unterschrieb Quintillà einen Dreijahresvertrag beim französischen Zweitligisten AC Ajaccio. Ein Jahr später nahm ihn Sporting Kansas City unter Vertrag, welcher am 23. Juni 2016 endete. Quintillà blieb daraufhin rund ein halbes Jahr ohne Verein, ehe er im Februar 2017 zum Puerto Rico FC wechselte.
Ab Juli 2018 stand er beim FC St. Gallen unter Vertrag. Im Sommer 2021 wechselte er ablösefrei zum FC Basel, allerdings kehrte er bereits nach einer halben Saison zu den Ostschweizern zurück.